# Adelchi Malaman
Adelchi Malaman (Castel d'Azzano, 24 aprile 1951) è un ex calciatore italiano, di ruolo attaccante.

## Carriera
Cresciuto nell'Alba Borgo Verona, ceduto al Castrovillari nel 1970-71, poi è passato alla Juve Stabia nella stagione 1971-72, per giungere la stagione successiva al Catania, con gli etnei ha disputato sei stagioni tre in Serie C e tre in Serie B, con 75 presenze e sei reti tra i cadetti, poi è ritornato per chiudere la carriera da professionista alla Juve Stabia. Gioca infine nei dilettanti delle Officine Brà di Quinto di Verona, prima di intraprendere la nuova avventura da mister, passando dalle Officine Bra alla Scaligera, quindi Cologna Veneta, Trissino, ancora Scaligera e poi il Casteldazzano.

## Palmarès

### Club

#### Competizioni nazionali
- Serie D: 1

Juve Stabia: 1971-1972
- Serie C: 1

Catania: 1974-1975